# Кейн, Мэтт
Мэттью Томас Кейн (англ. Matthew Thomas Cain; род. 1 октября 1984 года, Дотан, Алабама) — американский бейсболист, проведший всю свою карьеру в главной лиге бейсбола в клубе «Сан-Франциско Джайентс». Двукратный чемпион мировой серии в составе «Джайентс» и трехкратный участник матча всех звезд. Играл на позиции питчера.

## Карьера
Был выбран в первом раунде драфта 2002 года под общим 25 номером. Был 13-м в списке перспективных игроков, который ежегодно составляет жернал Baseball America.
29 августа 2005 года, в возрасте 20 лет, вышел стартовым питчером против «Колорадо Рокиз». Проведя 5 иннингов, он пропустил на базу двоих, но всё равно получил своё первое поражение. Уже в своём третьем выходе на горку стартером, 9 сентября, провел полную игру, пропустив за 9 иннингов всего одного игрока в дом. Всего в первом сезоне провёл семь поединков, в которых имел разницу побед и поражений 2-1 и ERA 2,33.
Со следующего сезона Мэтт прочно закрепился в стартовой ротации, однако показатель ERA у него снизился. Однако 21 мая в поединке против «Окленда» Кейн провёл свой первый шатаут, пропустив в девяти иннингах всего лишь один хит. По окончании сезона Мэтт финишировал пятым в голосовании на Лучшего Дебютанта года.
В сезоне 2007 года Мэтт выступил неудачно. Имея по итогам апреля ERA всего 1,55, он провалил период с мая по июль, лишь вернувшись с четырьмя победами в августе. При этом его пропускаемость не превышала 4,00. Также в этом сезоне Мэтт выбил первый и второй хоум-раны в своей карьере.
Сезон 2008 года Мэтт также закончил с отрицательным показателем побед и поражений и ERA 3.76, проведя в сезоне один шатаут против «Вашингтона», и снова выбив два хоум-рана за сезон.
Прорыв наступил в 2009 году, когда у «Гигантов» стала собираться хорошая молодая команда. Мэтт имел 14-8 побед и поражений и 2,89 ERA, финишировав пятым в лиге с этим показателем. 5 июля 2009 года было объявлено, что Мэтт впервые в свой карьере сыграет в Матче Всех Звёзд. Однако участие в нём он так и не принял, получив небольшую травму перед игрой, в результате чего его заменил питчер «Пайрэтс» Зак Дьюк.
В сезоне 2010 года у Мэтта также был отличный результат по ERA. У Джайентс собралась отличная стартовая ротация, с двукратным обладателем приза Сая Янга, Тимом Линсекамом, Барри Зито, также выигрывавшим этот приз, Мэдисоном Бамгарнером и Джонатаном Санчесом. «Джайентс» уверенно пробились в постсезон, где Мэтт выступил невероятно, выиграв два старта из трёх, и пропустив за 21.1 иннинг всего лишь одного игрока на базу. В том сезоне, во многом благодаря отличным действиям своих питчеров, «Гиганты» выиграли Мировую Серию.
В сезоне 2011 года Мэтт не имел такого показателя числа побед-поражений, зато ERA было всего 2.88. В этом же сезоне Кейн сыграл второй раз в Матче Всех Звёзд.
Сезон 2012 года Мэтт снова провёл на высочайшем уровне, имея всего 2,79 ERA и 16-5 побед-поражений. 13 июня 2012 года в поединке против «Хьюстон Астрос» Мэтт провёл совершенную игру, при этом сделав 14 страйкаутов. Это происходит довольно редко, но в сезоне 2012 года кроме Мэтта это совершили также Филип Хамбер и Феликс Эрнандес.
Также в 2012 году был выбран стартовым пичтером на Матч Всех Звёзд. А по окончании сезона попал с «Джайентс» в постсезон.

## Стиль подач
Чаще всего работает четырьмя видами подач: 4-seem фастболом, слайдером, кёрвболом и ченджапом. Слайдер чаще используется для праворуких бэттеров, а ченджап — для леворуких.

## Личная жизнь
Кейн встретил свою будущую жену Челси Уильямс ещё будучи студентом университета штата Аризона. Девушка в это время работала официанткой в местном стейкхаусе. Пара сыграла свадьбу осенью 2009 года и в браке у них родилось две дочери. У них есть дома в Аризоне, Теннесси и Оринде (штат Калифорния). Кейн увлекается охотой и занимается благотворительной деятельностью. Он учувствует в проекте Project Open Hand и поддерживает движение по легализации однополых браков.